# Kedungsolo
Kedungsolo is een bestuurslaag in het regentschap Sidoarjo van de provincie Oost-Java, Indonesië. Kedungsolo telt 4534 inwoners (volkstelling 2010).